# DVB-S2
In telecomunicazioni il DVB-S2, acronimo di Digital Video Broadcasting - Satellite 2° generation, è lo standard successore del DVB-S del consorzio europeo DVB Project per la televisione digitale satellitare.

## Generalità
Il sistema prevede la trasmissione di uno o più flussi audio/video digitale della famiglia MPEG-2, utilizzando un sistema di modulazione QPSK o MAPSK, con codifica di canale concatenata.
Esso è stato sviluppato sulla base del sistema DVB-S, attualmente in uso per il broadcasting satellitare, e del sistema DVB-DSNG, utilizzato dagli studi mobili per inviare i contributi in collegamento esterno. Le principali novità introdotte, rispetto agli standard esistenti, risiedono nella capacità di variare i parametri di codifica e di modulazione (VCM, Variable Coding and Modulation) ad ogni trama, e nella possibilità di rendere adattativo il cambiamento di tali parametri (ACM, Adaptive Coding and Modulation), sulla base delle informazioni raccolte dal canale di ritorno di ogni singolo utente. 
Verrà utilizzato per tre scopi principali:
- Trasmissione televisiva broadcast (BS, Broadcast Services) a livello SDTV o HDTV. In tal caso, la trasmissione può essere resa compatibile con il precedente standard DVB-S (BC-BS, Backwards-Compatible BS) o meno (NBC-BS);
- Servizi interattivi con accesso ad Internet per le applicazioni d'utente. L'interattività può avvenire con un canale di ritorno terrestre, quale la linea telefonica, o tramite il satellite stesso (DVB-RCS).
- Applicazioni professionali, quali invio di contributi e collegamenti in diretta da remoto, distribuzione televisiva a trasmettitori VHF/UHF terrestri, distribuzione dati e dorsali Internet. Ovviamente, queste trasmissioni non sono destinate al pubblico generale, ma devono essere intese come brevi trasmissioni effettuate da terminali d'uplink mobili o portatili, indirizzate ad un centro di raccolta.

## Descrizione tecnica del sistema di trasmissione

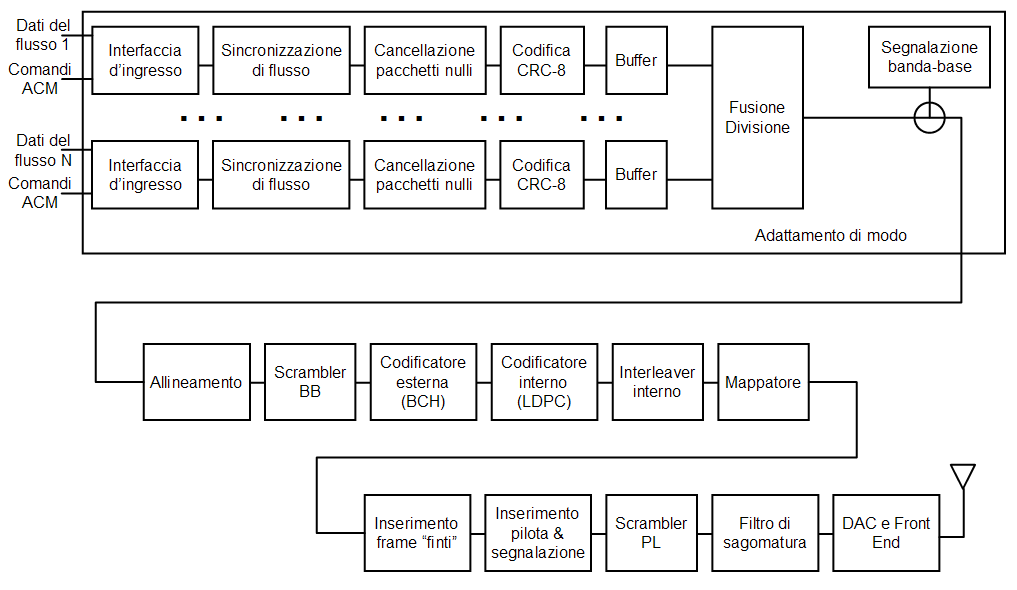
Schema a blocchi di un sistema di trasmissione DVB-S2.

Con riferimento alla figura, descriviamo brevemente le caratteristiche e lo scopo di ciascun blocco di elaborazione.
- Sorgente: uno o più flussi di trasporto MPEG-2 (MPEG-2 TS, MPEG-2 Transport Stream).
- Adattamento di modo: questo blocco è fortemente influenzato dall'applicazione che utilizza il sistema per la trasmissione dei propri dati. Esso fornisce, in generale:
  - interfacciamento ai flussi in ingresso (possono essere più di uno)
  - sincronizzazione per la tecnica ACM e cancellazione dei pacchetti nulli del Transport Stream
  - codifica CRC-8, per la segnalazione di errori al ricevitore, in caso di trasmissione di flussi pacchettizzati
  - fusione dei singoli flussi e suddivisione in blocchi per la codifica a correzione d'errore (DF, Data Fields)
  - aggiunta di una intestazione detta di banda-base, contenente informazioni sul formato dei flussi in ingresso e sul tipo di adattatività utilizzato.
- Adattamento di flusso: i dati vengono allineati a formare delle trame dette di banda-base, e si attua una prima operazione di scrambling sui dati binari.
- Codifica FEC: si adotta una tecnica concatenata, con un codice esterno di tipo BCH ed un codice interno di tipo LDPC. La singola trama FEC può essere lunga 64800 (normal, normale) o 16200 (short, breve) bit. Se si usa VCM o ACM, ogni trama può essere di lunghezza differente, e il segnale trasmesso può contenere una combinazione di trame normali o brevi. I valori di codifica ammessi sono undici: 1/4, 1/3, 2/5, 1/2, 3/5, 2/3, 3/4, 4/5, 5/6, 8/9 e 9/10. Infine, l'interleaving sui bit viene effettuato per le trasmissioni con modulazione 8, 16, o 32APSK.
- Mappatura: le trame FEC vengono mappate sulla costellazione scelta, che può essere QPSK, 8PSK, 16APSK, o 32APSK.
- Trama allo strato fisico: si inseriscono delle trame "finte", quando non vi sono dati disponibili da trasmettere, una intestazione detta di strato fisico, dei segnali pilota (opzionali, si usano per migliorare il funzionamento della tecnica ACM), ed infine ancora uno scrambling (stavolta operante non su segnali binari, ma su segnali reali).
- Modulazione: il segnale è opportunamente filtrato con un filtro a coseno rialzato, che permette di diminuire le interferenze mutue del segnale in ricezione (fattori di roll-off pari a 0.35, 0.25 e 0.20). Infine, il segnale digitale viene trasformato in un segnale analogico, grazie ad un convertitore digitale-analogico (DAC, Digital to Analog Converter), e modulato a frequenza radio dal front end ad RF.